# Parti historique
 (mars 2019).
Si vous disposez d'ouvrages ou d'articles de référence ou si vous connaissez des sites web de qualité traitant du thème abordé ici, merci de compléter l'article en donnant les références utiles à sa vérifiabilité et en les liant à la section « Notes et références ».
Le Parti historique (en portugais : Partido Histórico) est une formation politique portugaise fondée autour de Nuno José Severo de Mendonça Rolim de Moura Barreto (9e comte de Vale de Reis, 2e marquis de Loulé et 1er duc de Loulé), en 1852, avant de fusionner, en 1876, avec le Parti réformiste pour former le Parti progressiste. 
Issu du Vintisme, mouvement à l'origine de la monarchie constitutionnelle, il se veut libéral et progressiste, se situant plutôt à gauche. 

## Création
Avec la consolidation de la vie politique portugaise (appelée Régénération), à la fin des guerres libérales, on sentit le besoin d'un parti fort et bien organisé, pouvant faire face et jouer l'alternance avec le Parti régénérateur. C'est dans ce cadre qu'est fondé, en 1852, le Parti historique, absorbant de fait l'ancien Parti progressiste historique. Le Duc de Loulé en devient le chef naturel.  

## Exercice du pouvoir
Le 3 juin 1856, pour la première fois, le parti est amené à former un gouvernement. Le duc de Loulé devient premier ministre, du 6 juin 1856 au 9 mars 1859, puis à nouveau, du 4 juillet 1860 au 17 avril 1865. Après quoi, Bernardo de Sá Nogueira de Figueiredo, l'autre grande figure du parti, prend la tête du gouvernement. Le 4 septembre est formé un gouvernement de coalition, dirigé par le Parti Régénérateur. Bernardo de Sá Nogueira de Figueiredo, en désaccord avec cette politique d'alliance, provoque une scission au sein du Parti historique et la création du Parti progressiste. 
La coalition chute le 4 janvier 1869. Après ce moment, le Parti historique ne prend plus qu'une seule fois la tête du gouvernement, du 11 août 1869 au 19 mai 1870. Le 7 novembre 1876, moins d'un an après la mort de Bernardo de Sá Nogueira de Figueiredo, le parti fusionne avec le Parti réformiste pour former un nouveau parti, le Parti progressiste.